# Parisis
Els parisis (llatí: Parisii) foren una tribu de gals esmentada per Juli Cèsar i Claudi Ptolemeu.
Vivien a la regió del Sena i la capital del qual era Lutetia Parisiorum (moderna París). Eren veïns dels sènons i probablement hi havia una aliança o algun tipus de dependència entre els dos pobles, però en temps de Juli Cèsar eren entitats separades. Cèsar els esmenta entre els pobles que es va unir a la revolta de Vercingetorix el 52 aC i van enviar vuit mil homes a Alèsia.
Hi havia també uns Parisi a Britànnia, concretament a la costa nord-est (vora l'actual Yorkshire), a l'esquerra del riu Abus (Humber). La seva ciutat principal fou Petuaria, esmentada als Itineraris com a Praetorium.

## El nom dels Parisii

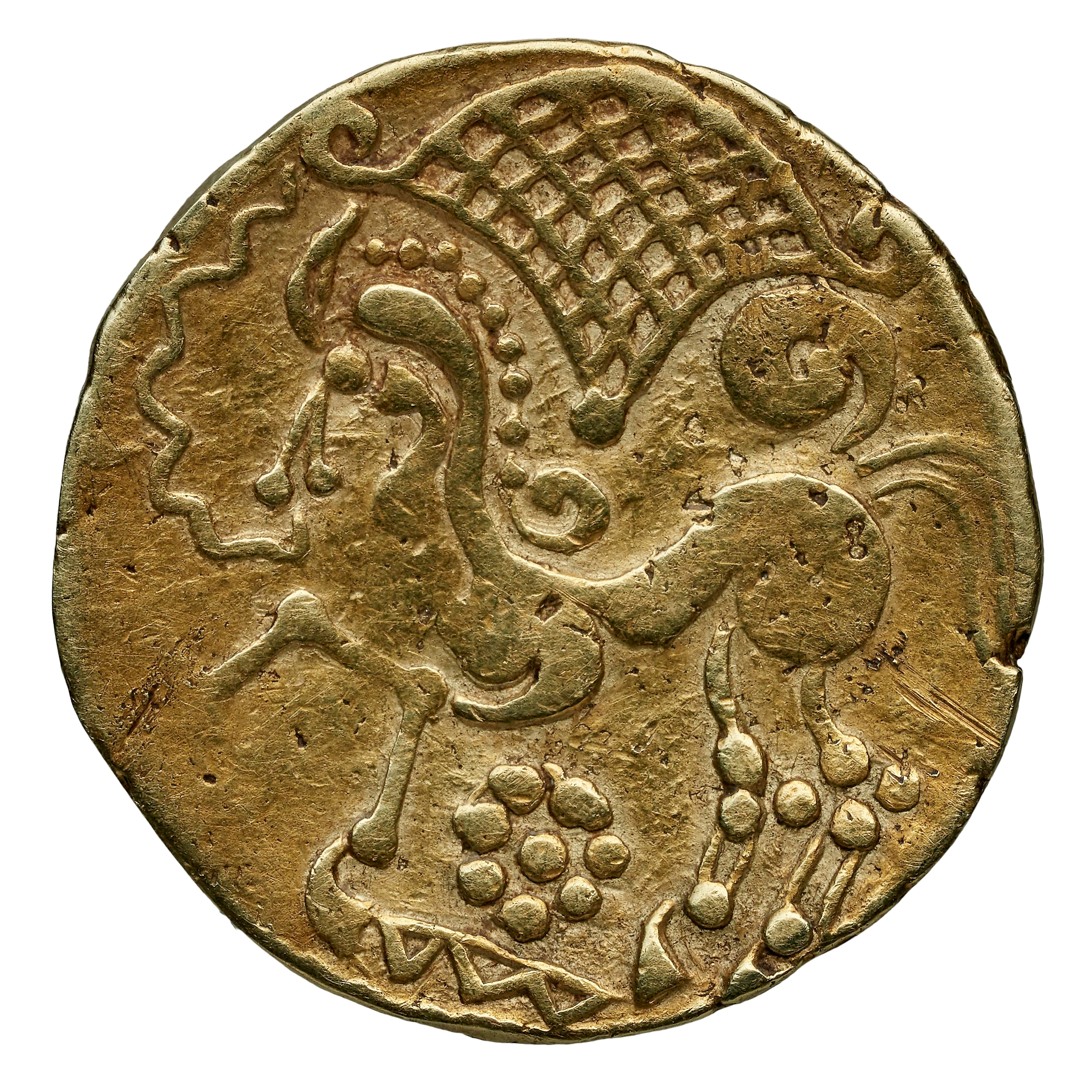
Estatera d'or dels Parisii

### Mite dels orígens i conjectures antigues
El llibreter i escriptor Gilles Corrozet (1510-1568) avança tres hipòtesis sobre l'origen de París i els Parisii. Segons la primera, la capital francesa porta el nom del príncep troià Paris, fill de Romus XVII, rei dels gals. La segona relaciona els parisencs amb el poble dels Parrasians, arribats amb Hèrcules d'un país de Grècia a l'Àsia Menor. La tercera associa els parisis amb la deessa egípcia Isis i és, segons Corrozet, la més convincent de totes, ja que es basa en proves objectives, una estàtua de la deessa trobada a l'església de Saint-Germain-des-Prés. Subseqüentment, el comissari Nicolas de La Mare (1639-1723) concreta la relació entre París i la deessa Isis i d'altres li segueixen el joc.
En egipci, els temples d'Isis s'anomenaven per o par, és a dir « el recinte que envolta la casa ». D'acord amb aquesta hipòtesi, Parisii resultaria de la juxtaposició de Per / Par-Isis, mot que designa efectivament poblacions d'Egipte però no pas de pobles. Encara al s. XIX, Jean-Nicolas Déal considera que el nom d'Isis s'hauria perpetuat sota la forma alterada d'Esus, la qual es troba al pilar dels Nautes (tot i que, en aquesta columna, Esus és un déu autènticament gal representat sota la forma d'una divinitat amb característiques virils).
Un dels primers a sortir del mite dominant sobre els orígens de París és Louis de Jaucourt, qui discrepa dels escriptors moderns (s. XVIII) que continuen mantenint el mite d'Isis, mentre que cap text de l'antiguitat no menciona aquests lligams : « Els autors que deriven la paraula Parisii de Para Isis, pobles sota la protecció d'Isis, són deutors d'una ficció pura. […] Ignorem el moment de la seva [de París] fundació, i de les primeres ampliacions ».
L'actitud de vincular un fet únic, com el descobriment d'una estàtua d'Isis, certament demostrada, a l'etimologia del nom de la ciutat actual, reflecteix tant el desig de trobar un origen prestigiós per a la ciutat i els seus habitants, car és difícil d'admetre que París degui la seva fundació a una modesta tribu gal·la, com, sobretot, una manca de metodologia: el mite, la història o l'arqueologia no pot en cap cas substituir l'onomàstica per explicar l'origen d'un nom propi (a l'època, però, s'ignorava tot sobre aquesta disciplina).
Lingüísticament, aquesta solució no és viable: el nom de la tribu no és pas *Parisis, ans Parisii que és un plural com ho són tots els noms de les tribus gal·les, per exemple els Mandubii, el singular devia ser del tipus *Pariso- / *Parisio-, llatinitzat en Parisius. D'altra banda, si *Parisis hagués estat manllevat d'una altra llengua pel llatí, hauria estat assimilat al model de la 3a declinació, la d'-is de civis que fa cives al nominatiu plural i no pas *civii. De la mateixa manera, Isis ha restat Isis en llatí, amb una -s [s] final que no és susceptible d'emmudir-se ni en llatí, ni en grec, ni en gal. Quant al mot Parisis per a designar el « pays de France » (a l'actual Illa de França) i que retrobem com a element de toponímia a Cormeilles-en-Parisis, Fontenay-en-Parisis o Villeparisis, resulta de l'evolució fonètica en francès antic de l'adjectiu llatí Parisiensi(s), part del nom del pagus, ço és pagus Parisiensis, essent aquí -ensis el sufix llatí que permet de derivar noms de país à partir d'un topònim o etnònim local. Ha donat la terminació -is en aquest cas. Finalment, cap element en la toponímia francesa no reflecteix cap ús de l'antic egipci a la Gàl·lia, ni tan sols com a préstec.
Pel que fa a la història, reforça les conclusions de la lingüística, ja que els experts admeten l'existència d'un culte a Isis a la Gàl·lia i a Gran Bretanya només després de la conquesta romana (segle i dC a la Narbonesa) i testimonia simplement el sincretisme religiós dins l'Imperi romà, mentre que la presència del poble gal dels Parisii (i llur nom mateix) és atestat en aquest indret uns quants segles abans de la conquesta.

### Etimologia

Situació dels Parisii a Britànnia

Un dels primers autors a proposar una etimologia més adient és Jacques-Antoine Dulaure, arqueòleg i historiador del tombant del s. XVIII-XIX, qui demostrà que els primers parisencs, els Parisii, no descendien ni del troià Paris, fill del rei Príam, ni de la deessa egípcia Isis, sinó d'una petita tribu « que es componia d'estrangers, potser originaris de Bèlgica, escapats dels seus enemics ». Segons Dulaure, Parisii significa « poble de frontera ». Tanmateix, avui dia encara no s'ha establert amb certesa l'origen i el significat de l'etnònim, car el cèltic antic és encara força desconegut a començaments del segle xxi. Essent com eren els Parisi(i) una tribu celta, el seu nom, com el de totes les tribus celtes de la Gàl·lia, és força probablement celta (igual que el nom de la seva capital, Lutècia).
El nom s'ha d'analitzar com a Par(i)-sii. Un dels primers a proposar una etimologia seriosa és el lingüista alemany Alfred Holder qui relaciona el nom de Parisii amb el gal·lès paraf, peri « causar, provocar; ordenar de fer », d'on peryf « cap, comandant »; així doncs, el nom Parisii significaria « provocadors, aquells qui ordenen ».
L'especialista del cèltic Xavier Delamarre suggereix un nom basat en l'arrel gal·la *pario-, calderó, terme atestat a les llengües cèltiques insulars : còrnic i bretó antics per; gal·lès pair; etc. i a llengües romàniques contemporànies : francoprovençal per; occità par / pairol; català perol, tots ells amb el significat de « calderó ». El segon element -si(i) és un plural mal identificat, es podria tractar del tema demostratiu *so- o *sio en plural, és a dir un demostratiu amb el sentit d'« aquells ». El significat del nom seria « aquells del calderó » o « aquells (qui fan) calderons », « els calderers », considerant el rol destacat que juga el calderó dins la civilització celta. Aquest atuell tenia també un caràcter màgic dins les mitologies indoeuropees i cèltiques en particular.
El pilar dels Nautes parisencs dona un derivat del nom dins la inscripció: nautae Parisiaci « nautes de ca'ls Parisi », fins i tot si nautae és un préstec al llatí, Parisiaci es deriva amb el sufix gal -acon, celta -*ako(n), esdevingut -acum en gal·loromà. És un sufix que indica l'origen.
El [kʷ] del proto-celta ([kʷ] indoeuropeu, ex : llatí quattuor « quatre ») passà à [p] en gal i a les llengües britòniques (ex : gal *petor cf. petoritum « vehicle de quatre rodes », gal·lès pedwar, bretó pevar « quatre »), mentre que a les llengües goidèliques esdevingué [k] (ex : irlandès ceathair « quatre ») de la mateixa manera, l'equivalent irlandès del gal *pario- és coire « calderó, marmita ». Es retroba la forma del proto-celta *kʷarios al nom dels Quariates, una altra tribu gal·la, que es perpetua dins el topònim Queyras (Cairàs en occità), mot basat en un mateix radical Quari- > Pari- amb un altre sufix : -ati-. El nom del calderó és potser atestat dins l'antroponímia gal·la amb noms de persona com ara Paris, Parus, Paricus, en tot cas llurs radicals Par(i)- són anàlegs al que trobem dins Pari-sii.